# Atrox (gruppo musicale italiano)
Gli Atrox sono un gruppo hardcore punk di Milano, attivo dai primi anni ottanta. Iniziarono la loro attività contemporaneamente a gruppi come i Wretched, Antigenesi, Rappresaglia, Crash Box e Disper-azione fecero parte della prima scena anarco punk lombarda. In questo contesto furono esponenti di quello che fanzine e riviste come Maximumrocknroll definirono Italian hardcore.

## Storia del gruppo

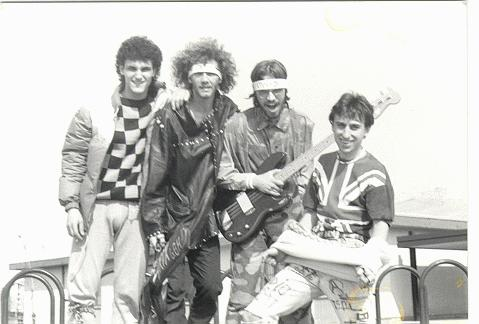
Formazione originale Atrox 1982: Alberto e Franz Zadra, Robert Delirio e Rubè

Gli Atrox si formarono ad inizio anni '80 con la formazione originaria costituita da Robert "Delirio" alla voce, Francesco alla chitarra, Alberto alla batteria e Rubè al basso, ma fu solo con l'ingresso di Stefano "Concobeach" Faini alla batteria nel 1984 che iniziarono a lavorare al loro primo demotape autoprodotto su cassetta dal titolo Senza tregua, che venne poi distribuito dalla Pacifist Word Attack di Ferrara.
Dopo nuovi cambi di formazione, con Concobeach alla batteria, Robert Delirio al basso e voce e Francesco alla chitarra e voce, nel 1986 gli Atrox producono il loro secondo demotape dal titolo Orme Perdute, che valse loro un buon successo di critica.
Nel 1987 entra nella formazione il cantante Paolo "Shock". Nel 1988, dopo un periodo di ricerca di una etichetta disposta a produrre il nuovo disco, gli Atrox decidono di autoprodurre un album live su cassetta dal titolo Aldo Moro Lived Hardcore, mentre è del 1990 il loro album Fiori Neri, prodotto su LP da Point Zero. Il disco riscuote un certo successo, anche grazie alla diffusione che ne fa Radio Popolare e nel 1992, grazie all'interessamento di Stiv Valli della T.V.O.R. on vinyl, esce il 7" dal titolo Sporco Natale.
Nel 1994 esce, sempre per la Point Zero, Domani Rosso Sangue, CD con 26 tracce e lo split album con i Wicked Apricots per la Scazz Core Punx Records. 
Registrato nel 1997 ma pubblicato nel 2000, esce in coproduzione con La Fiera Del Bestiame il CD Hardcore Against Repression, che celebra i 10 anni di Fiori Neri, qui presente rimasterizzato, oltre che 10 brani inediti.
Agli inizi del 2000 Robert Delirio lascia il gruppo per trasferirsi negli USA, da dove continua a collaborare con la band. Al suo posto, al basso, entra prima Max Vaccaro, già nei Mi.S.S. e poi Vincenzo "Vince" Rossi. La line-up vede quindi Francesco "Franz" alla chitarra, Concobeach alla batteria, Paolo Shock alla voce e Vince al basso.

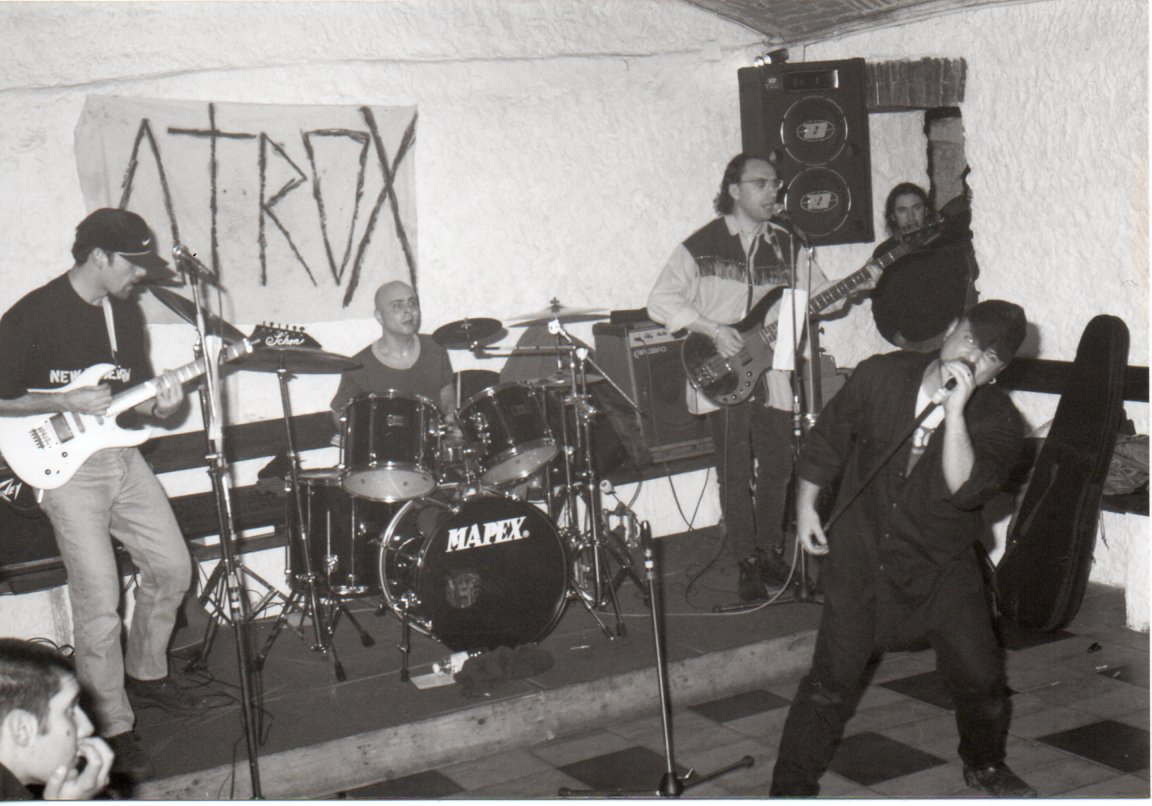
Atrox dal 1987: Paolo Shock alla voce, Franz chitarra, Robert Delirio basso, Concobeach alla batteria

Nel 2007 esce il cd dal titolo Ecco la guerra, 26 pezzi inediti di cui uno di Robert Delirio, prodotto ancora una volta da Point Zero e Atrox.
Dopo la precoce scomparsa di Vincenzo Rossi nel 2016, Franz e Concobeach decidono di lasciare la band. A dicembre 2016 si tiene un concerto celebrativo invitati dai Raw Power che, ogni anno, festeggiano il compleanno di "Junior" Codeluppi, anch'egli venuto a mancare troppo presto. Per l'occasione, la formazione vedeva Paolo Shock alla voce, Concobeach alla batteria, Viky Twisterman (solista e frontman degli Aware e  dei Dioscuri)  alla chitarra e Jack Lock (4 a While) al basso. Stessa formazione per un concerto a febbraio 2020, prima del blocco forzato della pandemia da Covid 19.
Nel 2021, pubblicata da Foad Records, esce una rimasterizzazione delle produzioni su cassetta degli anni '80, "Live e Rehearsal 1985-1988" con un LP che, sulle due facciate, ripropone "Senza Tregua" e "Orme Perdute" e un CD con i live Aldo Moro Lived Hardcore e Live in Concobeach.

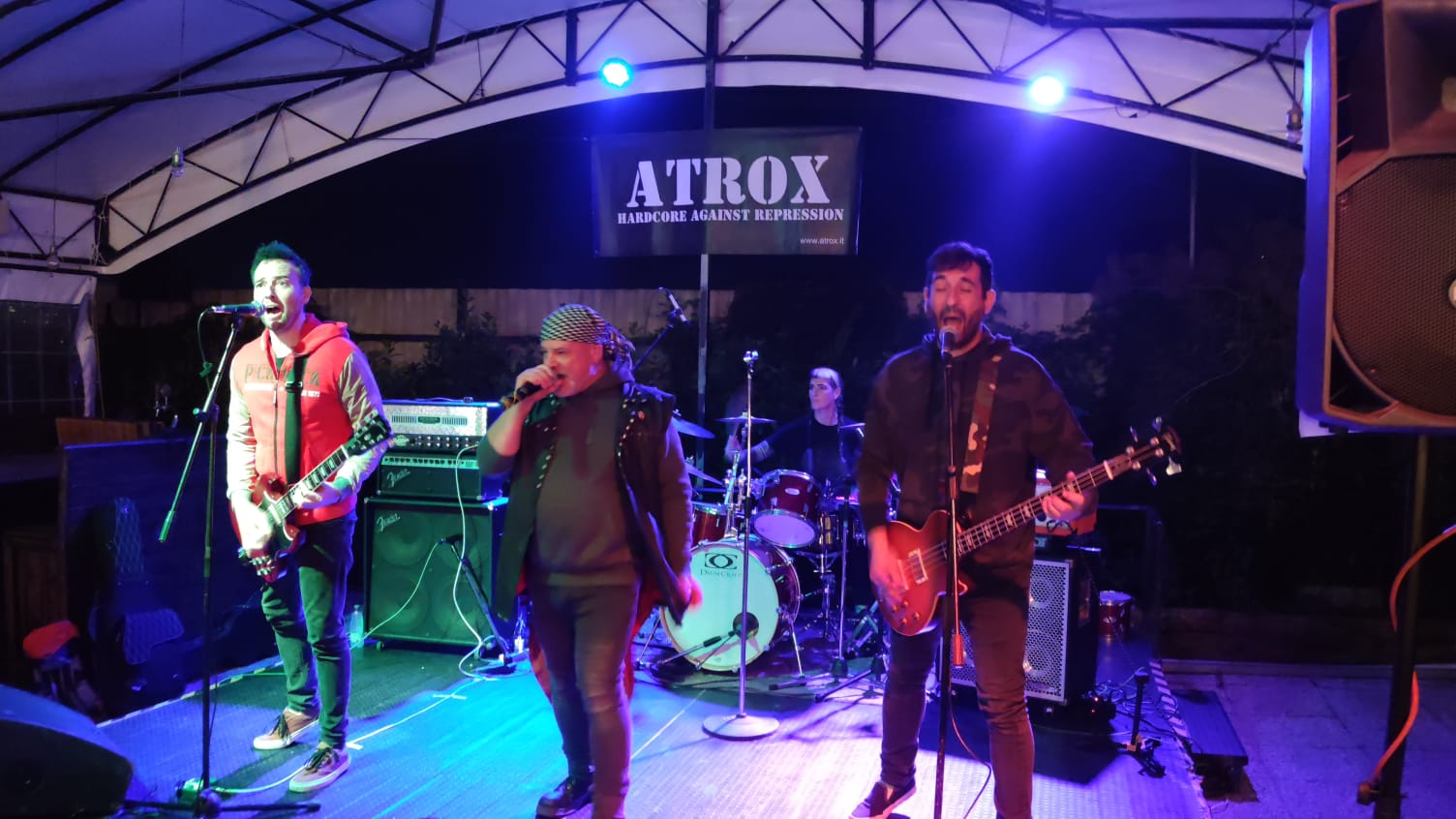
Formazione 2025: Paolo Shock, Jack Lock, Lo Slavo, Cristina

La sosta permette di riorganizzare la band: Jack Lock passa alla chitarra, mentre al basso subentra Giorgio Galbiati (Viboras) e alla batteria Cristina Mirizzi (Mordax, Point Break), con battesimo live della nuova formazione nel dicembre 2021. 
Giorgio lasca il gruppo nel novembre 2023, sostituito da.Alex Trotto fino a novembre 2024, quando al basso arriva Gigi "Lo Slavo", che porta la notevole esperienza maturata in tanti gruppi dell'area milanese

## Discografia[3]

### Album in studio
- 1984 – Senza tregua, MC, autoproduzione, Pacifist Word Attack, Italia
- 1987 – Orme Perdute, MC, Voci Di Paese Autoproduzioni, Italia
- 1990 – Fiori Neri, LP, Point Zero PZ 002, Italia
- 1994 – Domani Rosso Sangue, CD, Point Zero PZ 004, Italia2000 – H. A. R., CD, La Fiera Del Bestiame, Point Zero FDB 05, Italia
- 2007 – Ecco la guerra, CD, Point Zero PZ 025, Italia
- 2021 - Live e Rehearsal 1985-1988, LP+CD, Foad Records, Italia

### Album dal vivo
- 1987 – Live In Concobeach, , autoproduzione, Italia
- 1988 – Aldo Moro Lived Hardcore, MC, autoproduzione, Italia

### EP e singoli
- 1992 – Sporco Natale, LP, TVOR on vinyl TVOR 016, Italia
- 1994 – Wicked Apricots / Atrox, , Scazz Core Punx Records TVOR 016, Italia Split con i Wicked Apricots

### Apparizioni in compilation
- 1990 – Rifiuto, MC, Az Autoproduzioni N1, Italia con il brano Senza Tregua1990 – Attitudine Mentale Positiva, , Goddam Church Records GCR 0289, Italia con il brano Remember Novi Sad
- 1990 – Automozione, MC, Contaminated Productions 003, Italia con i brani Futuro e Città Maledetta
- 1997 – Basta!!, MC, Tox, Bastian Kontrario, Mamma Ho Perso L'Aereo Records, Italia con il brano Felici Di Educare (Live)
- 2005 – Hate / Love, , LoveHate80, SOA Records, Mele Marce Records, Italia con il brano Network
- 2005 – Punk In Italia, CD, Toxic Records, Italia con il brano Città Maledetta
- 2013 – Night Of The Speed Demons Part 6, MC, F.O.A.D. Records on tape #13, Italia con il brano Compromessi
- 2014 – A Denti Stretti, Anni di Hardcore in Italia Vol.01, MC, Scaglie Di Rumore SDR001, Italia con il brano Compromessi
- 2023 - It's A Dam-Nation Christmas, UK, https://www.discogs.com/release/29062435-Various-Its-A-Dam-Nations-Christmas